# Selenopidae
Selenopidae là một họ nhện gồm 194 loài được xấp vào 5 chi.

## Các chi
- Anyphops (châu Phi, Madagascar)
- Garcorops (Madagascar, quần đảo Comoro)
- Hovops (Madagascar, Reunion)
- Selenops (châu Mỹ, châu Á, châu Phi, Địa Trung Hải)